# Choue
Choue település Franciaországban, Loir-et-Cher megyében. Lakosainak száma 515 fő (2022. január 1.). Choue Baillou, Boursay, La Chapelle-Vicomtesse, Cormenon, Mondoubleau, Saint-Marc-du-Cor, Le Temple és Couëtron-au-Perche községekkel határos.

## Népesség
A település népességének változása:
| Lakosok száma | 602  | 562  | 578  | 531  | 529  | 529  | 529  | 533  | 527  | 515  |
|               | 1968 | 1982 | 1990 | 2006 | 2013 | 2015 | 2017 | 2019 | 2020 | 2022 |